# Gare d'Arai (Hyōgo)
La gare d'Arai (荒井駅, Arai-eki) est une gare ferroviaire localisée dans la ville de Takasago, dans la préfecture de Hyōgo au Japon. La gare est exploitée par la compagnie Sanyo Electric Railway, sur la ligne principale Sanyo Electric Railway. Le numéro de la gare est SY 32.

## Situation ferroviaire
Établie à 5 mètres d'altitude, la gare d'Arai est située au point kilométrique (PK) 38.5 de la ligne principale Sanyo Electric Railway.

## Histoire
C'est le 19 août 1923 que la gare est inaugurée.
En 2013, la fréquentation journalière de la gare était de  5 942 personnes.
| 2010  | 2011  | 2012  | 2013  |
| 5 721 | 5 677 | 5 795 | 5 942 |

## Service des voyageurs

### Accueil
La gare est une halte sans service et sans personnel.

### Desserte
La gare d'Arai est une gare disposant de deux quais et de deux voies.
| N° de voie    | Ligne | Direction       |
| ------------- | ----- | --------------- |
| Côté mer      | Sanyō | Himeji - Aboshi |
| Côté montagne | Sanyō | Akashi - Ōsaka  |

Installations et desserte
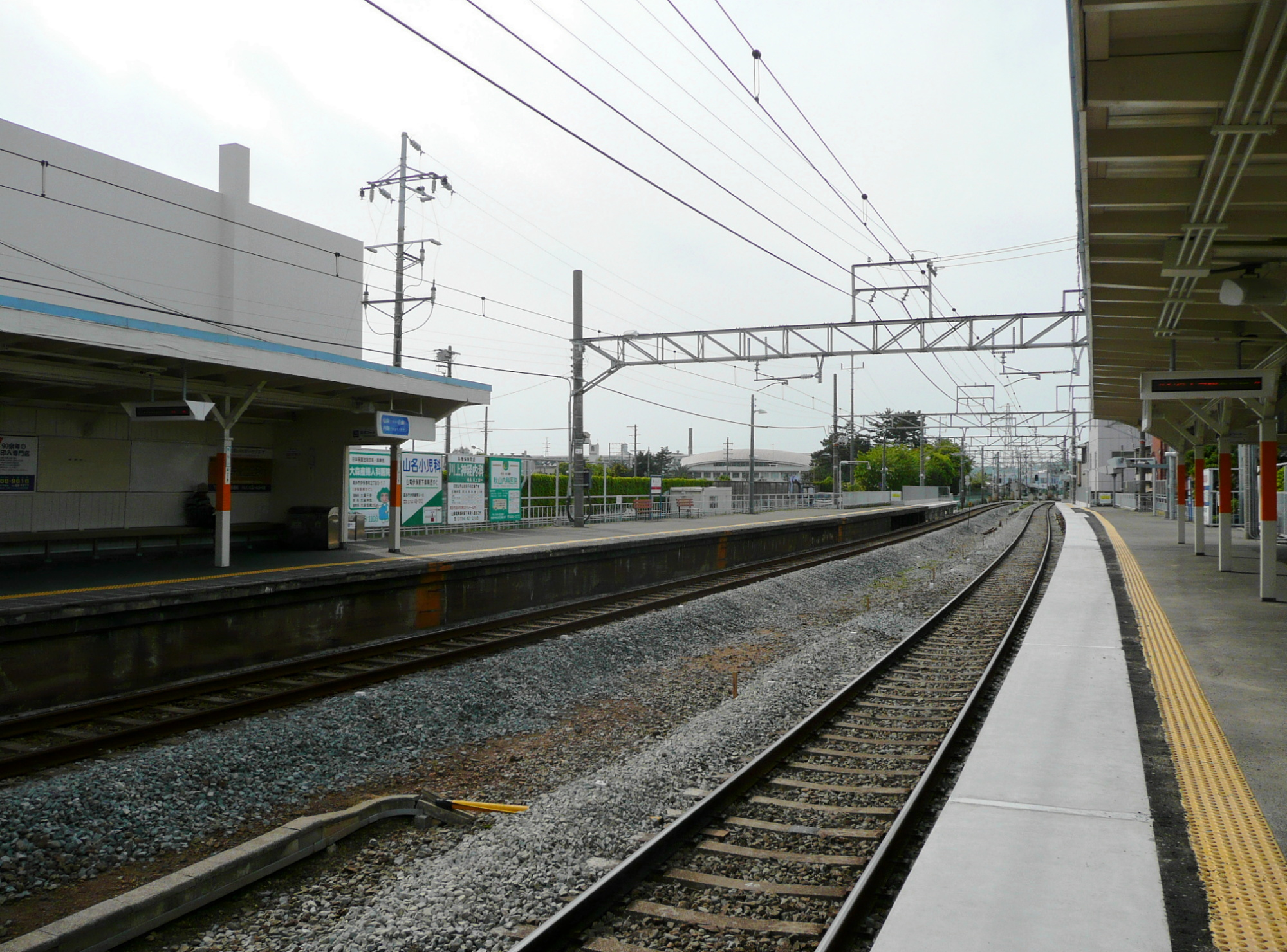
Voies et quais.
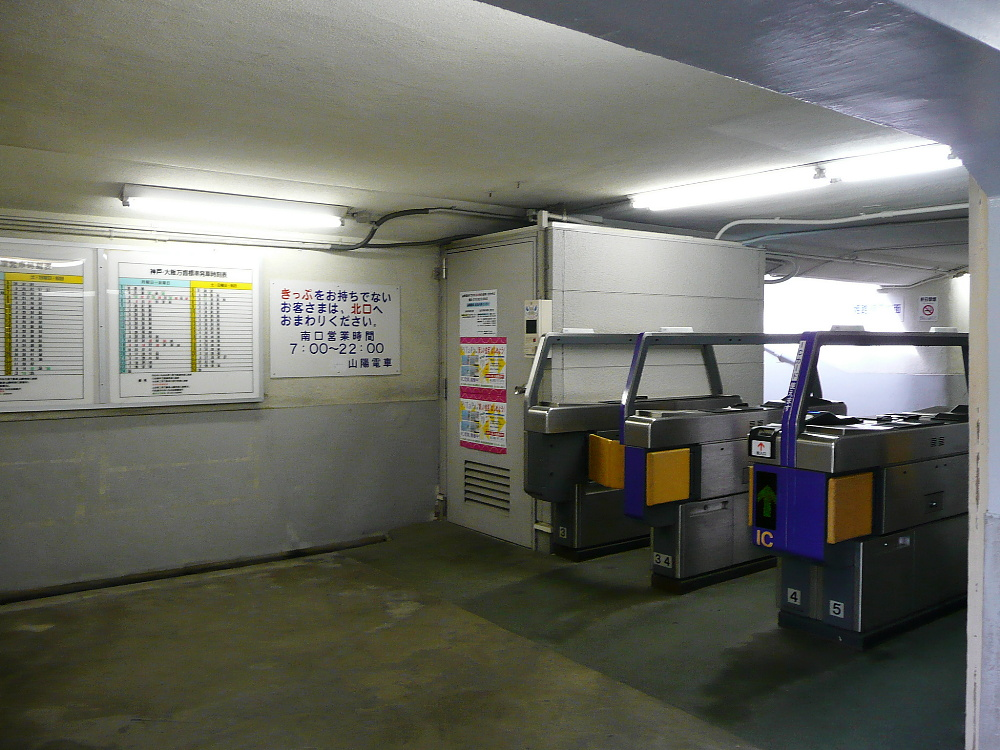
Portillons d'accès aux quais.
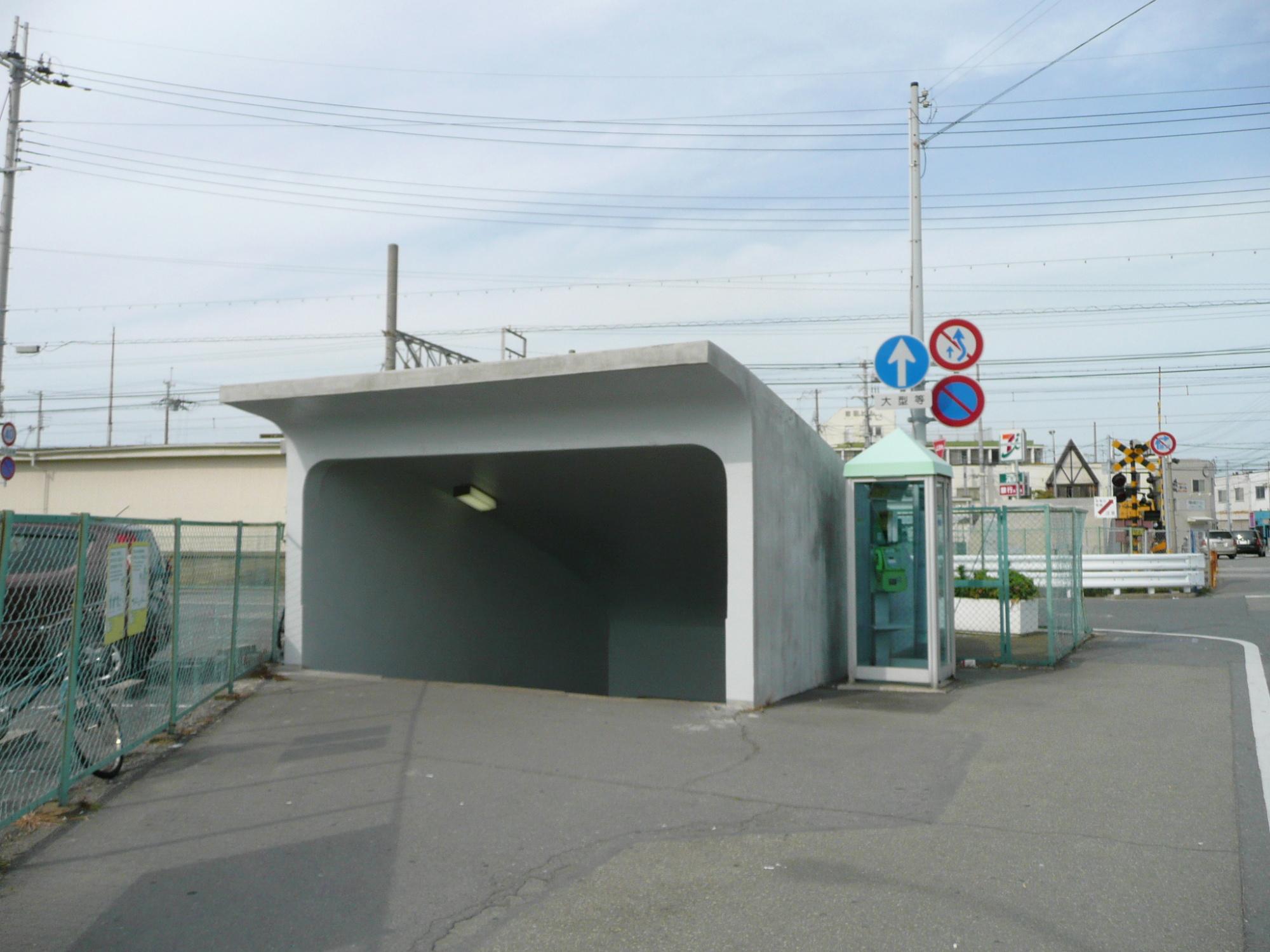
Local de l'entrée sud.